# Scotopteryx obscura
Scotopteryx obscura är en fjärilsart som beskrevs av Barend J. Lempke 1950. Scotopteryx obscura ingår i släktet backmätare, och familjen mätare. Inga underarter finns listade.